# Jonas Björler
Jonas Fredrik Björler (Göteborg, Švedska, 26. veljače 1973.) je švedski glazbenik i basist melodičnog death metal sastava At the Gates i The Haunted. Također je svirao sa sastavima Demolition, Infestation i Terror.

## Diskografija
Demolition
- Hordes of Evil (1997.)

Infestation
- When Sanity Ends (1990.)

At the Gates
- Gardens of Grief (1991.)
- The Red in the Sky Is Ours (1992.)
- With Fear I Kiss the Burning Darkness (1993.)
- Terminal Spirit Disease (1994.)
- Slaughter of the Soul (1995.)
- Suicidal Final Art (2001.)
- At War with Reality (2014.)
- To Drink from the Night Itself (2017.)
- The Nightmare of Being (2021.)

Terror
- Demo '94 (1994.)

The Haunted
- Demo '97 (1997.)
- The Haunted (1998.)
- The Haunted Made Me Do It (2000.)
- Live Rounds in Tokyo (2001.)
- Caught on Tape (2002.)
- One Kill Wonder (2003.)
- rEVOLVEr (2004.)
- The Dead Eye (2006.)
- Versus (2008.)
- Unseen (2011.)
- Exit Wounds (2014.)
- Strength in Numbers (2017.)